# Catostomidae

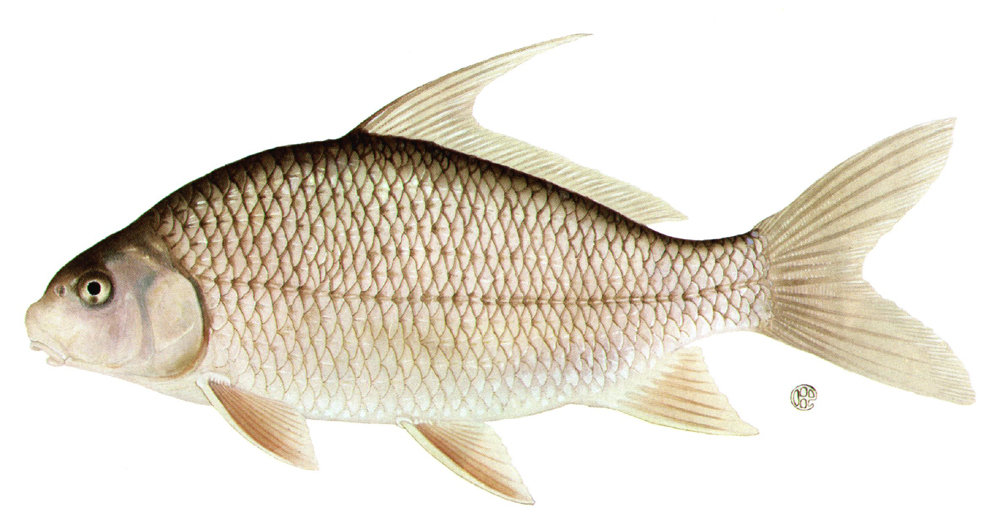
Carpiodes cyprinus

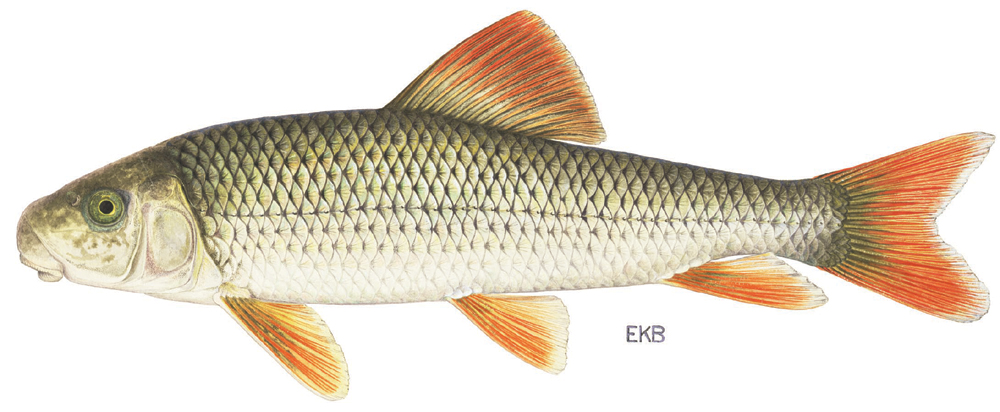
Moxostoma valenciennesi

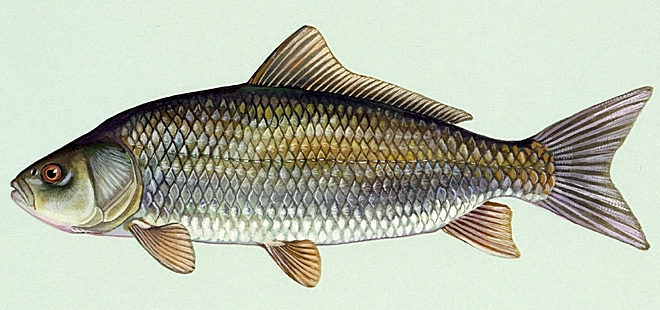
Ictiobus cyprinellus

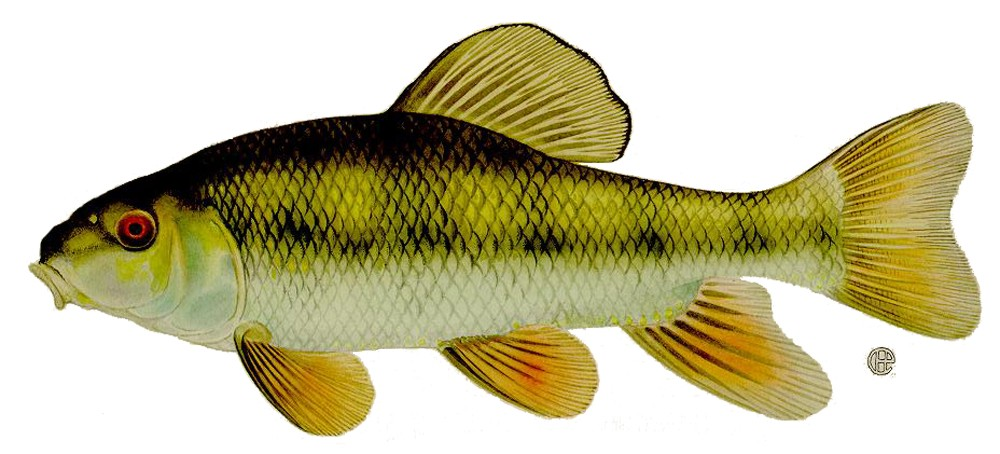
Erimyzon oblongus

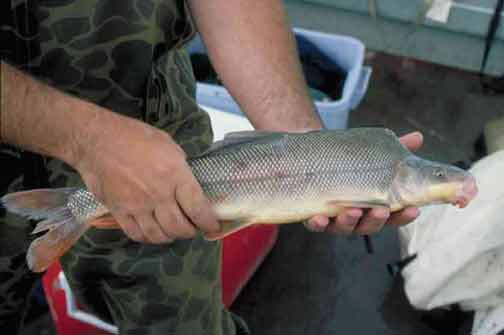
Xyrauchen texanus

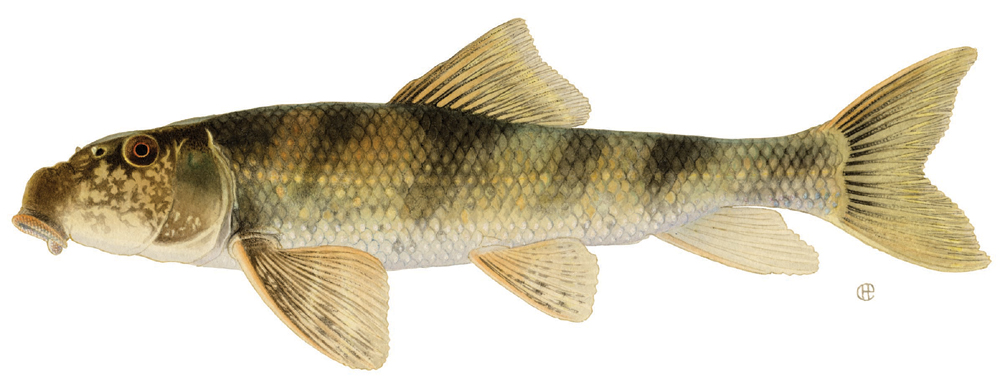
Hypentelium nigricans

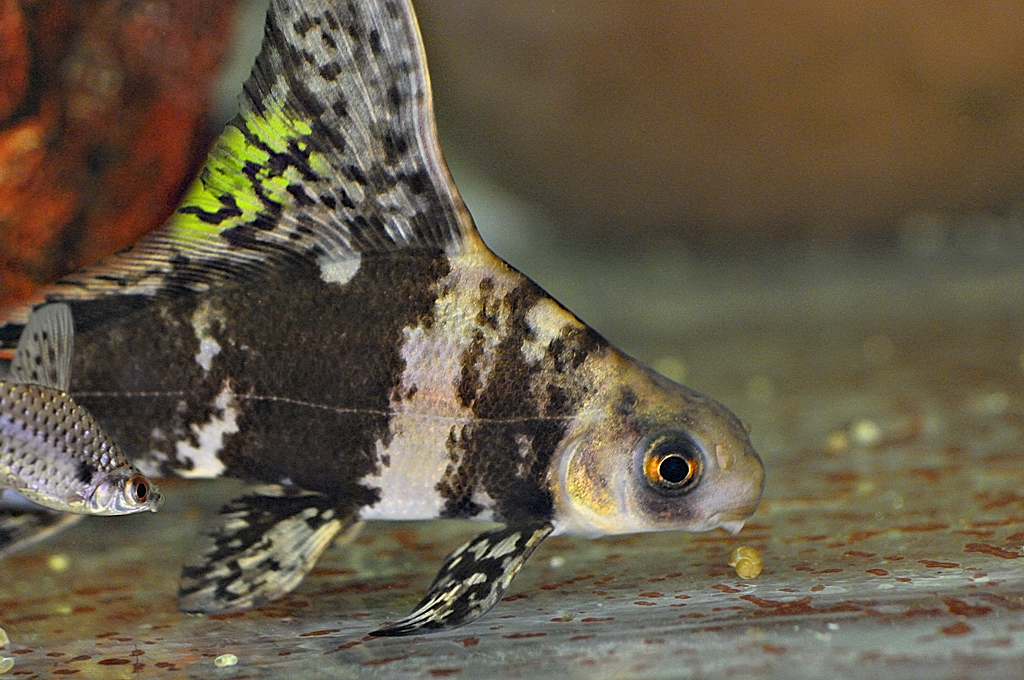
Myxocyprinus asiaticus

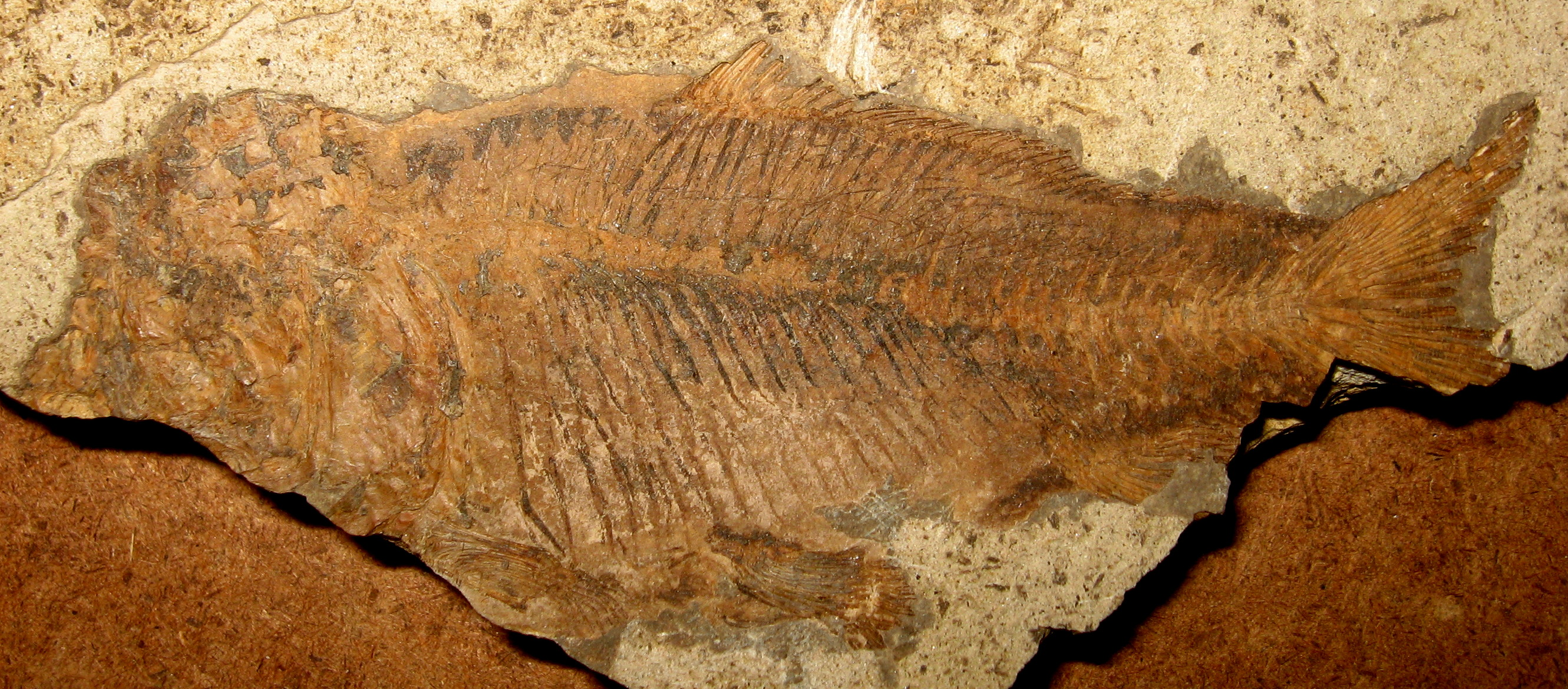
Fossile di Amyzon aggregatum

I Catostomidae (suckers in inglese) sono una famiglia di pesci ossei d'acqua dolce appartenenti all'ordine Cypriniformes.

## Distribuzione e habitat
Questi pesci sono diffusi esclusivamente nelle acque dolci del Nord America, solo la specie Myxocyprinus asiaticus è presente in Cina (bacino dello Yangtze).

## Descrizione
Questi pesci sono simili ai Cyprinidae e quasi altrettanto vari: alcune specie sono simili a carpe, altre a barbi, altri a cavedani o gobioni. In genere rispetto ai ciprinidi hanno labbra molto più carnose. Alcune specie di acque fortemente correnti (come Xyrauchen texanus) hanno una curiosa gobba sul dorso che li aiuta a mantenersi in posizione durante le piene.
Le specie più grandi appartengono al genere Ictiobus e superano il metro.

## Alimentazione
Si cibano in genere di invertebrati bentonici.

## Pesca
Alcune specie sono apprezzate per la pesca sportiva.

## Specie
La famiglia comprende le seguenti specie:
- Genere Carpiodes
  - Carpiodes carpio
  - Carpiodes cyprinus
  - Carpiodes velifer
- Genere Catostomus
  - Catostomus ardens
  - Catostomus bernardini
  - Catostomus cahita
  - Catostomus catostomus
  - Catostomus clarkii
  - Catostomus columbianus
  - Catostomus commersonii
  - Catostomus conchos
  - Catostomus discobolus
  - Catostomus fumeiventris
  - Catostomus insignis
  - Catostomus latipinnis
  - Catostomus leopoldi
  - Catostomus macrocheilus
  - Catostomus microps
  - Catostomus nebuliferus
  - Catostomus occidentalis
  - Catostomus platyrhynchus
  - Catostomus plebeius
  - Catostomus rimiculus
  - Catostomus santaanae
  - Catostomus snyderi
  - Catostomus tahoensis
  - Catostomus tsiltcoosensis
  - Catostomus utawana
  - Catostomus warnerensis
  - Catostomus wigginsi
- Genere Chasmistes
  - Chasmistes brevirostris
  - Chasmistes cujus
  - Chasmistes fecundus
  - Chasmistes liorus
  - Chasmistes muriei
- Genere Cycleptus
  - Cycleptus elongatus
  - Cycleptus meridionalis
- Genere Deltistes
  - Deltistes luxatus
- Genere Erimyzon
  - Erimyzon claviformis
  - Erimyzon oblongus
  - Erimyzon sucetta
  - Erimyzon tenuis
- Genere Hypentelium
  -  Hypentelium etowanum
  - Hypentelium nigricans
  - Hypentelium roanokense
- Genere Ictiobus
  - Ictiobus bubalus
  - Ictiobus cyprinellus
  - Ictiobus labiosus
  - Ictiobus meridionalis
  - Ictiobus niger
- Genere Minytrema
  - Minytrema melanops
- Genere Moxostoma
  - Moxostoma albidum
  - Moxostoma anisurum
  - Moxostoma ariommum
  - Moxostoma austrinum
  - Moxostoma breviceps
  - Moxostoma carinatum
  - Moxostoma cervinum
  - Moxostoma collapsum
  - Moxostoma congestum
  - Moxostoma duquesnii
  - Moxostoma erythrurum
  - Moxostoma hubbsi
  - Moxostoma lacerum
  - Moxostoma lachneri
  - Moxostoma macrolepidotum
  - Moxostoma mascotae
  - Moxostoma pappillosum
  - Moxostoma pisolabrum
  - Moxostoma poecilurum
  - Moxostoma robustum
  - Moxostoma rupiscartes
  - Moxostoma valenciennesi
- Genere Myxocyprinus
  - Myxocyprinus asiaticus
- Genere Thoburnia
  - Thoburnia atripinnis
  - Thoburnia hamiltoni
  - Thoburnia rhothoeca
- Genere Xyrauchen
  - Xyrauchen texanus